# 3547 Serov
3547 Serov је астероид главног астероидног појаса са средњом удаљеношћу од Сунца која износи 2,476 астрономских јединица (АЈ).
Апсолутна магнитуда астероида је 13,3.